# Hwang Ji-u
Hwang Ji-u es un poeta coreano.

## Biografía
Hwang Ji-u nació en la provincia de Jeolla del Sur, Corea del Sur, en 1952. Estudió Estética en la Universidad Nacional de Seúl y Filosofía en la Universidad Sogang. Desarrolló al mismo tiempo un profundo interés por la poesía mientras estaba en la universidad. Participó activamente en círculos literarios en la universidad, acudió a varias manifestaciones contra el gobierno y fue reclutado a la fuerza en el servicio militar. Después de terminar el servicio militar, fue expulsado de la Universidad Nacional de Seúl por su participación en actividades contra el gobierno y sufrió la cárcel y torturas. Finalmente estudió en la Universidad Sogang. Las agonías y las pasiones de su juventud aparecen en el trasfondo de sus poemas, sublimadas de forma artística y dolorosa, contra el fondo de las condiciones políticas de su tiempo. Hwang ha trabajado como profesor en el departamento de creación literaria de la Universidad Hansin

## Obra
La poesía de Hwang Ji-u se caracteriza por sus intrincadas y exquisitamente líricas descripciones de la sensualidad humana y de las frustraciones y ansiedades que siente hacia la realidad. Por eso su poesía tiene una textura dual, áspera y delicada. Su obra se inspira mayormente en su propia vida y en la de sus contemporáneos. Es una especie de rendición de cuentas poéticas, de hechos cotidianos y de encuentros que ha tenido, con una especial atención a los más humildes. La naturaleza, donde vibran resonancias búdicas, es también omnipresente. El crítico Kim Hyeon ha dicho de él: "Su obra desbarata nuestro concepto habitual de poesía y nos conmociona. Éste es precisamente su objetivo y está relacionado con su visión del mundo. Es una poesía que se inscribe en los huecos de la existencia real y corporal. En este sentido, su poesía, al mismo tiempo que moderna y original, tiene un valor universal por su humanidad".  
El poeta está actualmente interesado en la filosofía budista y en su influencia literaria. Algunas de sus colecciones de poesía son Los pájaros también se van de este mundo (Saedeuldo sesangeul tteuneunguna), Del árbol de invierno al árbol de primavera (Gyeoul namurobuteo bom namuero) y Genun sogui yeonkkot.

## Traducciones al español
- No brilla la luz verdadera (어느날 나는 흐린 주점에 앉아 있을 거다), Buenos Aires: Bajo la Luna, 2013

## Obras en coreano (lista parcial)
- Los pájaros también se van del mundo (Saedeuldo sesang eul ddeuneun guna, Munhakgwa jiseongsa, 1983
- Del árbol de invierno al árbol de primavera (Gyeoul namurobuteo bom namu ero, Mineumsa, 1985)
- Yo soy tú (Na neun neo da, Pulbit Publishers, 1987)
- La flor de loto en el ojo de un cangrejo (Genun sok ui yeonggot, Munhakgwa jiseongsa, 1991)
- Un día me sentaré en una posada con poca luz (Eoneu nal na neun heurin jujeom sok e an ja isseul geoda, Munhakgwa jiseongsa, 1999)

## Premios
- Premio Literario de Nueva Primavera (1980)
- Premio Literario Kim Suyeong (1983)
- Premio de Poesía Sowol (1983)
- Premio de Literatura Contemporánea (1983)